# Seznam nosilcev znaka za zasluge pri organizaciji nove TO 1991
Seznam nosilcev Znaka za zasluge pri organizaciji nove TO 1991.

## Seznam
(datum podelitve - ime)
- 6. oktober 1999 - Jožef Majcenovič - Marjan Vidmajer